# 松翠里
25°01′50″N 121°28′28″E / 25.0305708°N 121.4745397°E
松翠里為台灣新北市板橋區轄下之一里，面積約0.0658平方公里。該里與嵐翠、滿翠、柏翠、青翠、忠翠、新翠、明翠等8里，俱在舊時江子翠地區，皆取雅麗、吉祥及忠貞語以為里名。